# Маровский Крестовоздвиженский монастырь
Маровский Крестовоздвиженский монастырь (Маровская пустынь) — православный монастырь в Нижегородском уезде (совр. Спасский район Нижегородской области), дважды подвергался разрушению (в конце XVIII века и в 1920-е годы), в настоящее время восстанавливается.

## История
Согласно «Повести о создании Крестомаровской общежительной пустыни» в 1632 году в селе Прудищи Нижегородского уезда появился киевский монах Матфей и, выкопав в горе рядом с приходской церковью Иоанна Предтечи пещеру, стал в ней жить, зарабатывая себе на еду «делом токарства».
Вскоре Матфей и крестьянин из Прудищ Иларион в лесу в трех верстах от села у источника Булач соорудили себе шалаш из луба. Там к ним присоединились монах Макарьевского монастыря Маркел и пустынножитель из заволжских лесов Макарий, который стал учителем и наставником по молитве.
Владелец Прудищ воевода Иван Леонтьев пожертвовал участок земли, а Патриарх Иосиф благословил создание монастыря.
Первой в монастыре была построена деревянная Крестовоздвиженская церковь, которая впоследствии сгорела. При первом игумене Павле (Павел (Моравский)) были возведены каменные Крестовоздвиженский собор, Успенская церковь с Михаило-Архангельским приделом и начато возведение третьего храма, так и не законченное.
В царствование Петра I монастырское хозяйство пришло в упадок. В 1721 году обитель была приписана к Оранской Богородицкой пустыни. В период властвования Екатерины II Маровская пустынь была вовсе упразднена.
В середине XIX века на территории пустыни рядом с источником Булач сохранялась деревянная часовня. В 1870-х годах, заботясь о возрождении обители, чуваш Иван Петрович построил две кельи. После его смерти на средства попечителя Николая Демидова в 1885 году рядом с деревянной была выстроена каменная часовня. 6 июля 1887 года епископ Балахнинский Димитрий (Самбикин) посетил развалины монастыря и призвал Божие благословение на начавшееся возрождение этой обители. В 1901 году была учреждена Маровская Крестовоздвиженская женская община и освящена деревянная Троицкая церковь. Её главными святынями стали три иконы Божией Матери («Иерусалимская», «Избавительница», «Казанская»).
В 1927 году община была закрыта, церковь превращена в клуб, недостроенный каменный Крестовоздвиженский собор взорван. От монастыря сохранился только фундамент храма.

### Восстановление
В 1997 году состоялся первый крестный ход с иконой «Избавительница» на Красные Мары.
В 2008 году архиепископ Нижегородский и Арзамасский Георгий благословил строительство монастыря.
Летом 2009 года инвестиционный совет при губернаторе Нижегородской области утвердил проект Крестовоздвиженского Маровского женского монастыря.
Согласно проекту, Маровский монастырь будет обнесен каменной стеной, в нём запланированы 4 надвратных храма, Крестовоздвиженский собор с колокольней, Никольская деревянная церковь. Планируется строительство архиерейского и игуменского корпусов, сестринских келий, медицинского и просветительского центров, гостиницы для паломников, купальни и мастерских.
Для строительства монастыря Инвестиционный совет при губернаторе Нижегородской области предоставит земельный участок площадью 71,815 тыс. м². Нижегородская епархия планировала завершить строительство до 2018 года.
29 августа 2009 года в селе Вазьянка Спасского района прошел очередной крестный ход от храма в честь святого апостола и евангелиста Иоанна Богослова до разрушенного Крестовоздвиженского монастыря.
29 апреля в 2010 года в поселке Сокольское состоялось освящение первых бревен (венцов) в основании Никольского храма. Изготовлением сруба занималась компания «Тайга». Никольский храм стал пятым, который компания построила для Нижегородской епархии.
21 августа 2010 года крестный ход возглавлял архиепископ Георгий, который затем совершил молебен на закладку Никольского храма.
В июле 2011 года начались работы над трёхъярусным иконостасом.
14 августа 2011 года храм был освящён Владыкой Георгием.
В 2015 году на Марах было учреждено архиерейское подворье в честь Честного и Животворящего Креста Господня Лысковской епархии Нижегородской митрополии.